# Richard Kissling

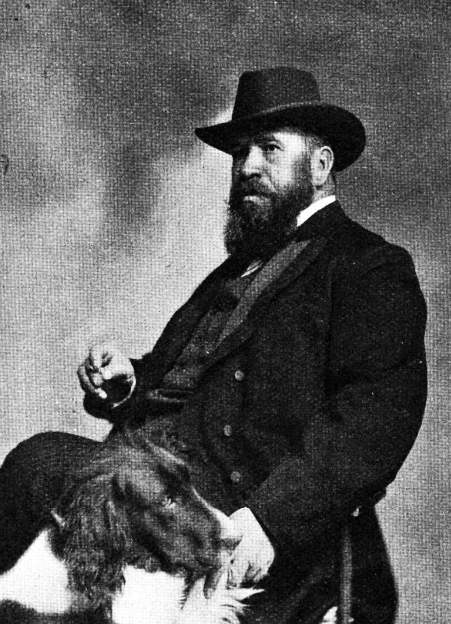
Richard Kissling

Richard Kissling (* 15. April 1848 in Wolfwil SO; † 19. Juli 1919 in Zürich) war ein Schweizer Bildhauer und Medailleur. Er gehört zu den namhaftesten Denkmalplastikern der Schweiz im ausgehenden 19. und frühen 20. Jahrhundert.

## Leben und Wirken
Richard Kissling war ein Sohn des Wirts und Bäckers Kilian Kissling († 1875) und der Theresia, geborene Moll. Zusammen mit seinen fünf Geschwistern, von denen drei in Kinderjahren starben, wuchs Kissling in Wolfwil auf. 
Kissling absolvierte eine Lehre als Stuckateur bei Joseph Pfluger in Solthurn. Anschliessend lebte er 13 Jahre in Rom, wo er 1872/1873 beim spätklassizistischen Schweizer Bildhauer Ferdinand Schlöth arbeitete und 1874 nach dessen Rückkehr in die Schweiz vermutlich auch das Atelier übernahm.  Schlöths Einfluss zeigt sich vor allem in Kisslings Frühwerk, aber auch noch im Denkmal für Benedikt Fontana in Chur (1903). In Rom lernte Kissling die aus Dresden stammende Johanna Jenny Eich kennen, die er 1875 in Biel heiratete. Sechs Wochen nach der Geburt ihrer gemeinsamen Tochter Jenny Stella in Rom zog die Mutter mit der Tochter nach Dresden. 1876 wurde die Ehe geschieden. Später kehrte die Tochter zu Kissling nach Zürich zurück. Da Kissling wie sein Bruder Adolf keine Söhne hatte, endete dieser Kissling-Zweig mit ihnen.
1882 malte Frank Buchser ein Ölbild von Kissling als Soldat. 1883 kehrte Kissling definitiv in die Schweiz zurück und liess sich in Zürich nieder. Im gleichen Jahr erregte der damals noch wenig bekannte Künstler an der dort durchgeführten Schweizerischen Landesausstellung mit einer Porträtbüste von Alfred Escher Aufsehen. In der Folge erhielt er den Auftrag zur Ausführung eines monumentalen Denkmalbrunnens von Escher in Bronze und Granit vor dem Triumphbogen am Hauptbahnhof Zürich. Nach dessen Aufstellung liess er sich ein eigenes Werkhaus mit grossem Atelier an der Klausstrasse 10/Ecke Bellerivestrasse in Zürcher Seefeld errichten.

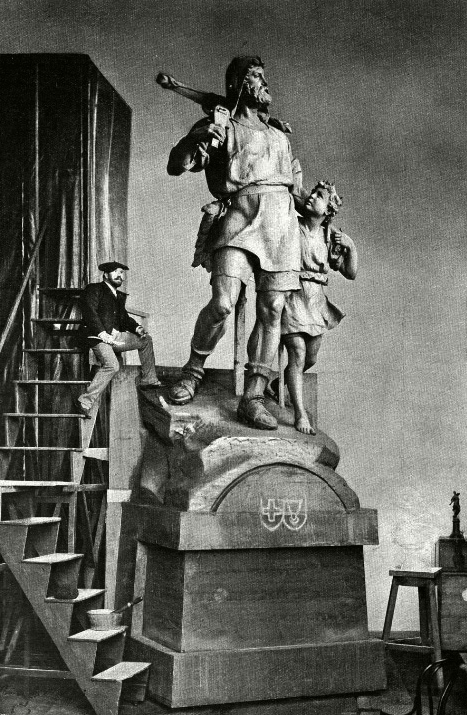
Richard Kissling im Atelier mit Telldenkmal, 1892

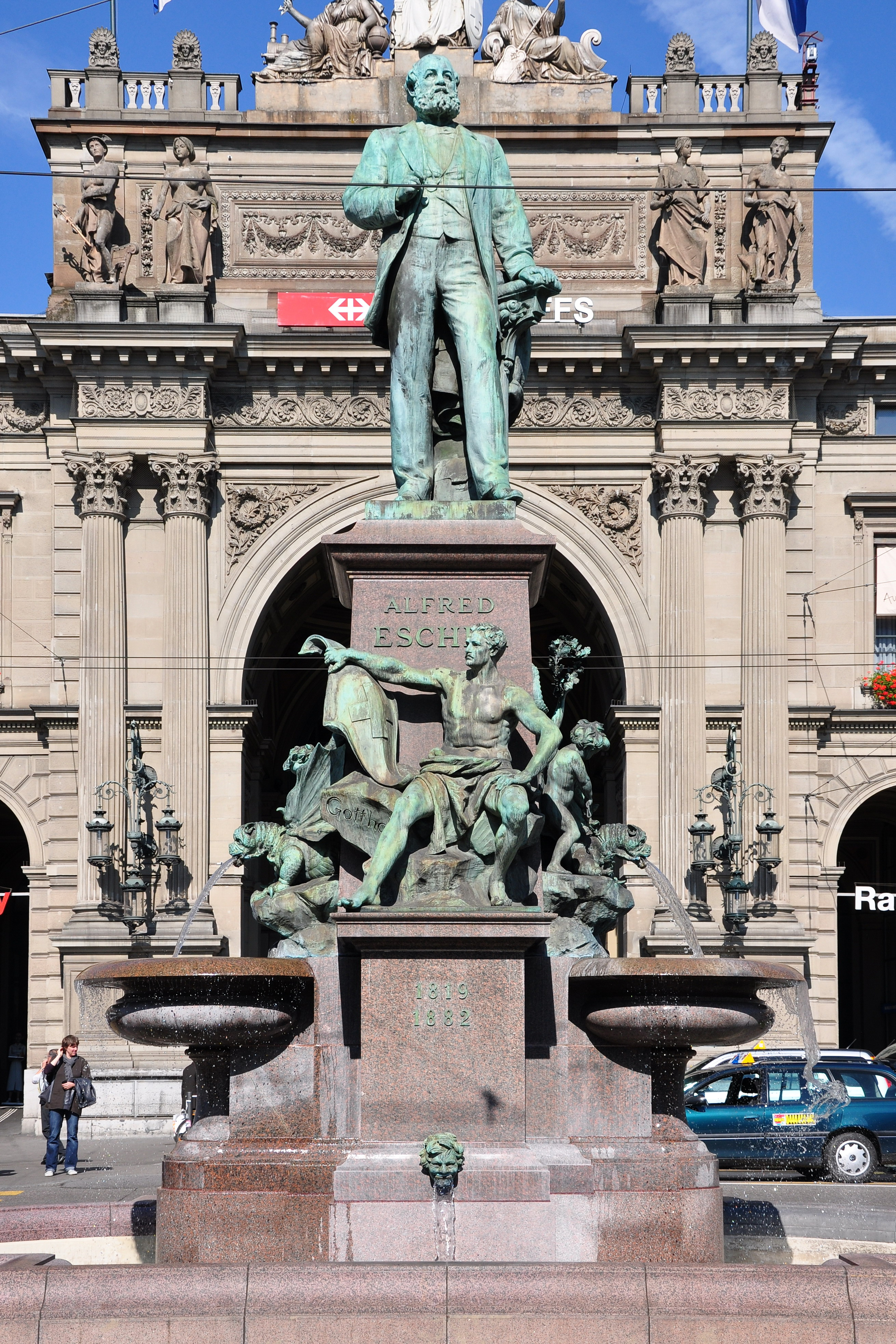
Alfred Escher Brunnen, Zürcher Hauptbahnhof, 1889

Sein ehemaliger Schüler Gustav Siber gewann den ersten Preis für den Wettbewerb des Telldenkmal in Altdorf. Da Siber als zu jung und unbekannt befunden wurde, kam Kisslings Entwurf zur Ausführung.
Richard Kissling schuf im Rizal-Park in Manila ein Monument zum Gedenken an den philippinischen Nationalhelden José Rizal. Kissling schuf 1909 für die Waffenhalle des Schweizerischen Landesmuseums Porträt-Karikaturen von Heinrich Angst, Johann Rudolf Rahn, Hans Konrad Pestalozzi und Zeller-Werdmüller.

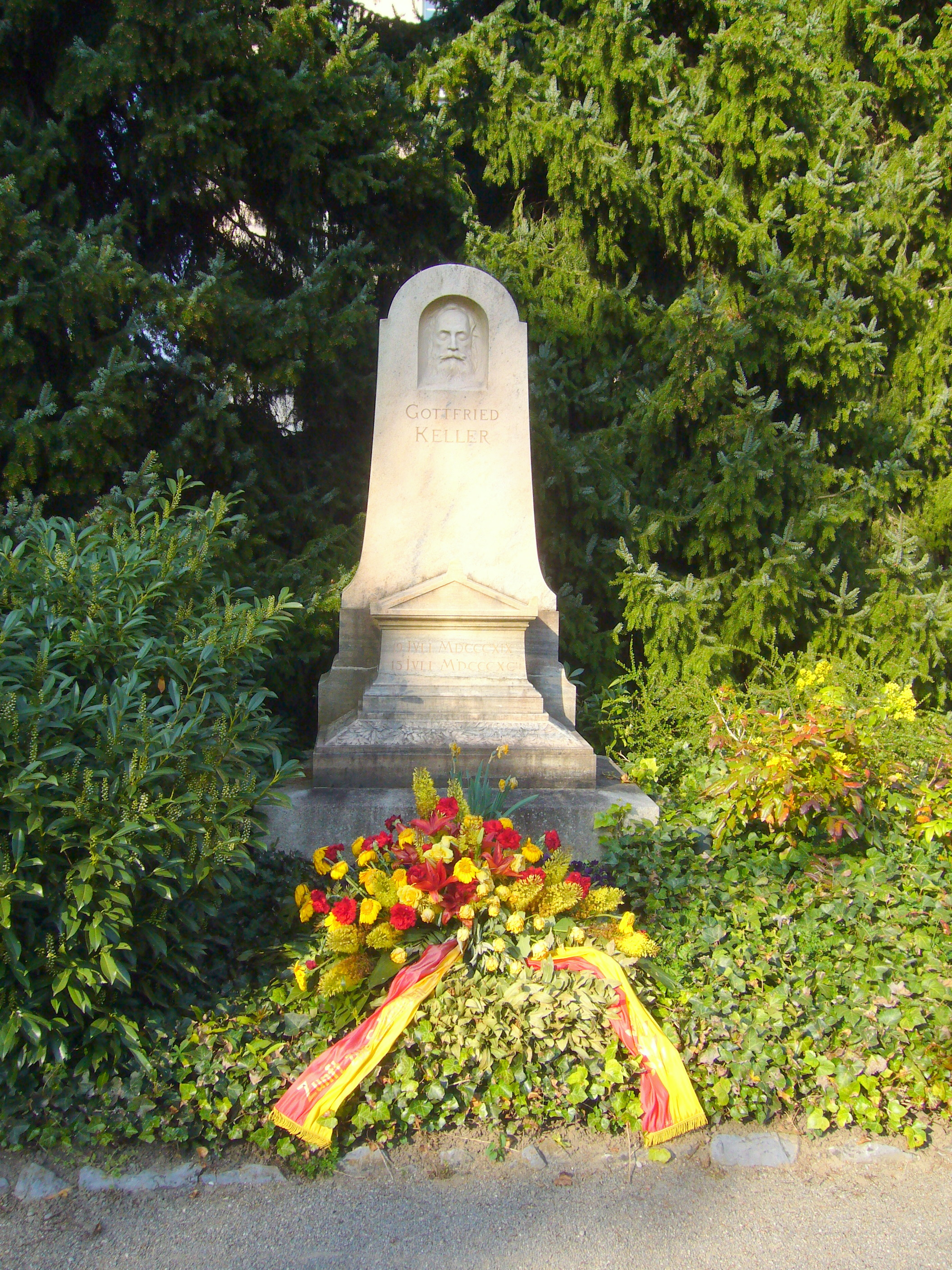
Grab von Gottfried Keller auf dem Zürcher Friedhof Sihlfeld, von Alfred Friedrich Bluntschli konzipiert, Antlitz von Richard Kissling nach der von ihm erstellten Totenmaske

Danach war Kissling einer der am meisten beschäftigten Schweizer Bildhauer, wiewohl sein klassizistisch-heroischer Stil in seinen letzten Lebensjahren zunehmend als veraltet galt. Nach dem Tod verblasste sein Ruhm rasch. So sollen die originalen Gipsmodelle des Escherbrunnens in den Zürichsee geworfen worden sein. Auch der um 1910 in Originalgrösse entstandene, ausführungsreife Entwurf zu einem Nationaldenkmal in Schwyz fiel nach dessen Ablehnung durch eine Jury schliesslich einer unkontrollierten Zerstörung zum Opfer.
Kissling war auch Lehrmeister bedeutender Bildhauer, so von Bildhauer Hans Gisler (1889–1969) und Werner Friedrich Kunz (1896–1981). Um 1897 zählte er mit Ferdinand Hodler, Rudolf Koller, Albert Welti und anderen zur Gründungsgeneration der Künstlervereinigung Zürich.
Kissling war der Grossonkel von Ernst Kissling. 1905 wurde ihm von der Universität Zürich die Würde eines Dr. h.c. verliehen; er war auch Ehrenbürger der Stadt Zürich und von Altdorf.
Seit 1935 gibt es im Zürcher Quartier Fluntern einen Richard-Kissling-Weg. Seine letzte Ruhestätte fand er auf dem Friedhof Sihlfeld. 
1991 wurde in Wolfwil vor dem Haus, das Kisslings Grossvater Josef Kissling 1814 erbaute, ein Gedenkstein für Richard Kissling errichtet.

## Arbeiten und Entwürfe

Denkmal für Gottfried Semper in der ETH Zürich von Alfred Friedrich Bluntschli und Richard Kissling, 1887

- 1879: Statuen von Karl Wilhelm Ferdinand, Fürst und Herzog von Braunschweig-Wolfenbüttel, und Friedrich Wilhelm, Herzog von Braunschweig-Oels am Monument Brunswick in Genf
- 1884: Büste von Karl Culmann in Zürich
- 1887: Büste von Gottfried Semper, Denkmal mit Alfred Friedrich Bluntschli gestaltet, ETH Zürich
- 1889: Alfred-Escher-Brunnen in Zürich
- 1891: Melchtal Gruppe in Sarnen[17]
- 1892: Telldenkmal in Altdorf
- 1897: Ehren-Medaillen für den schweizerischen Schützenverein. Graveur Georg Hantz.[18]

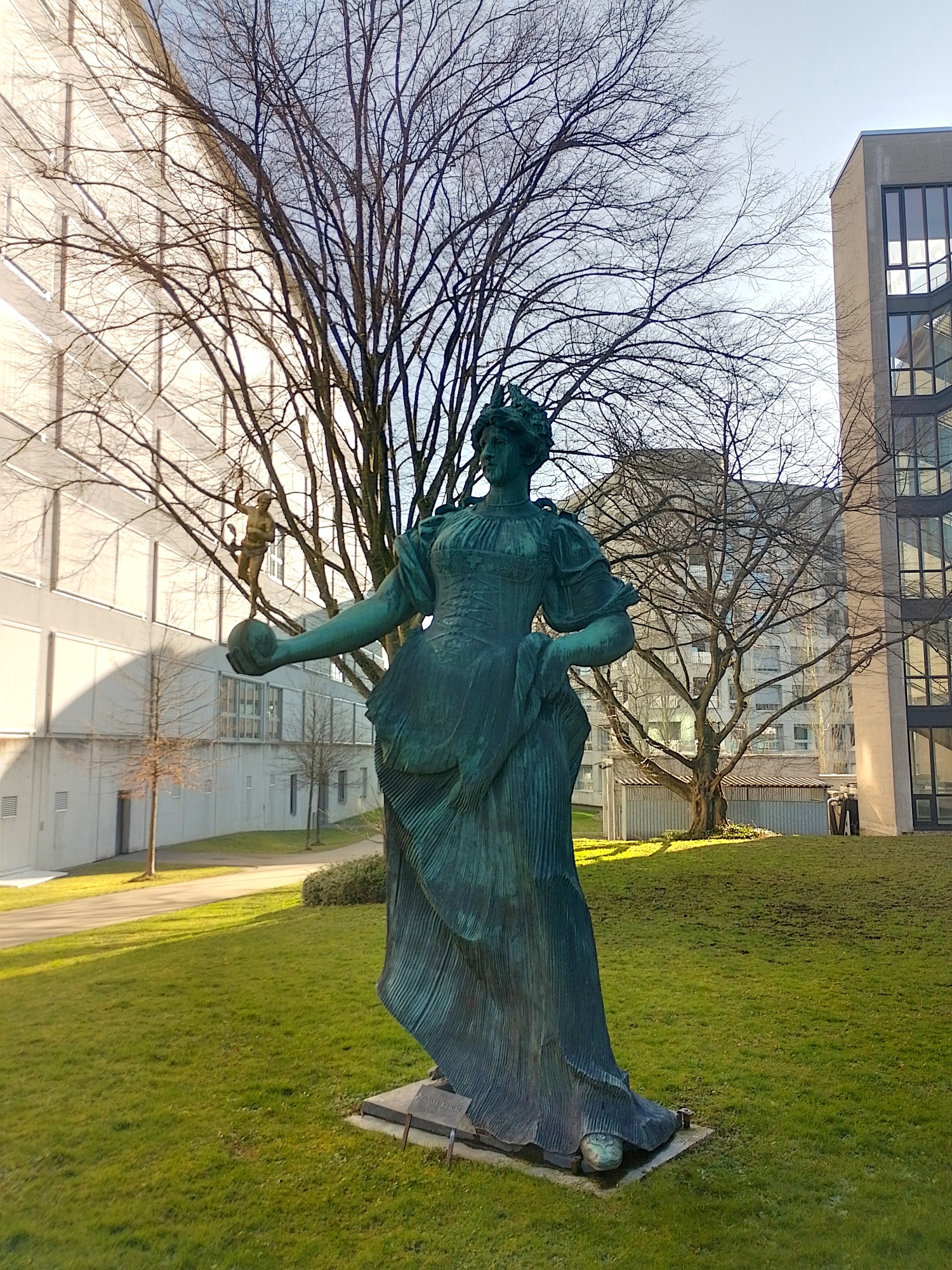
Statue der Helvetia mit Merkur, 1899, seit 1991 im Zellweger-Park in Uster

- 1899: Statue der Helvetia mit Merkur, bis 1959 im früheren Gebäude des Schweizerischen Bankvereins am Paradeplatz, Zürich, seit 1991 im Zellweger-Park in Uster, Kanton Zürich[19]
- 1900: Jünglingsfigur in der Villa Tobler in Zürich
- 1903: Benedikt-Fontana-Monument in Chur
- 1904: Vadian-Denkmal in St. Gallen
- 1905: Grabmedaillon für Rudolf Koller
- 1907: Zeitgeist[20] Fruchbarkeit und Gastfreundschaft Figurengruppe[21], Bahnhof Luzern
- 1911: Schweizerisches Nationaldenkmal in Schwyz, 1911[22]
- 1912: Rizal-Denkmal in Manila

## Werke

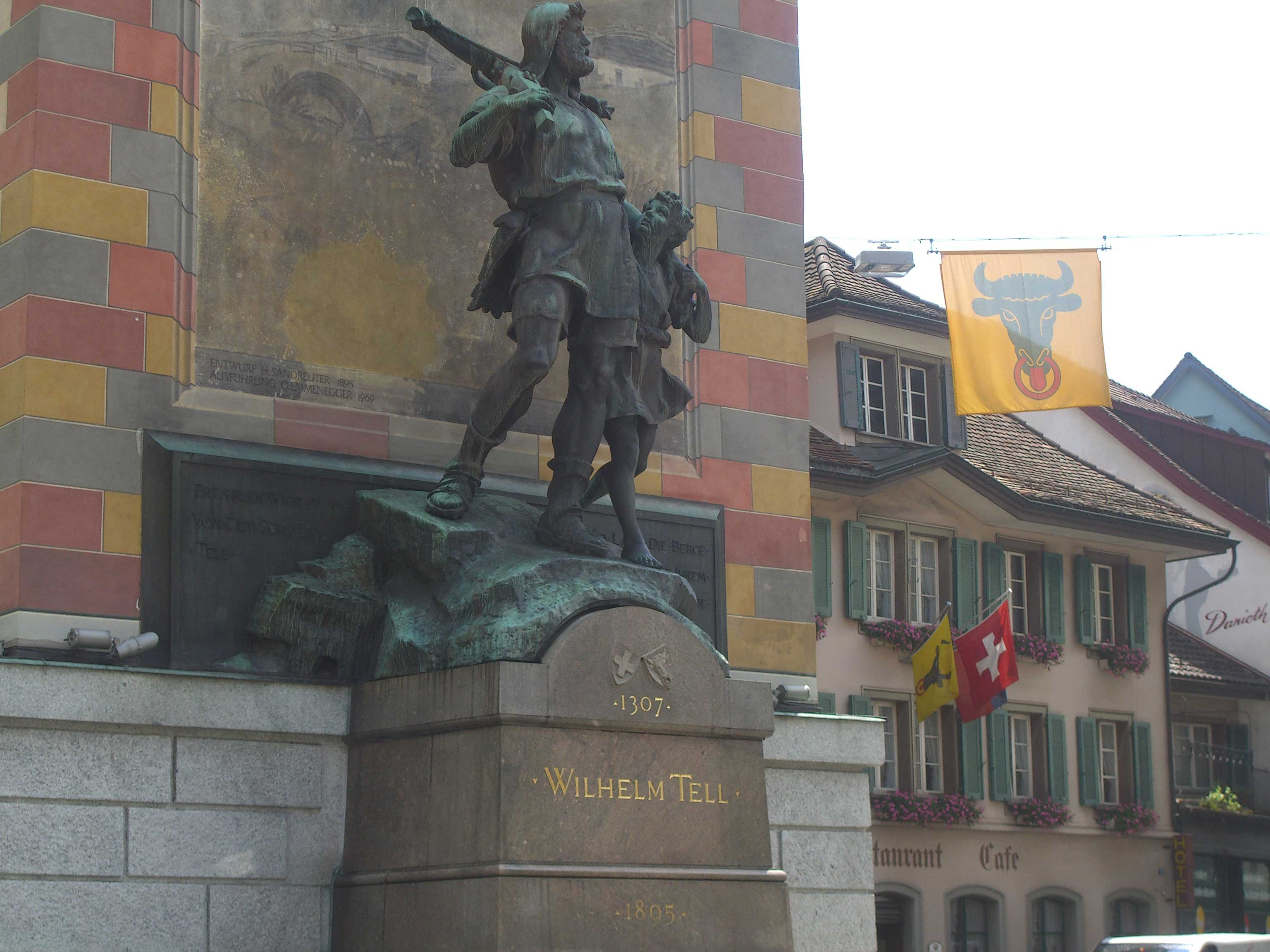
Telldenkmal, Rathausplatz, Altorf, 1895
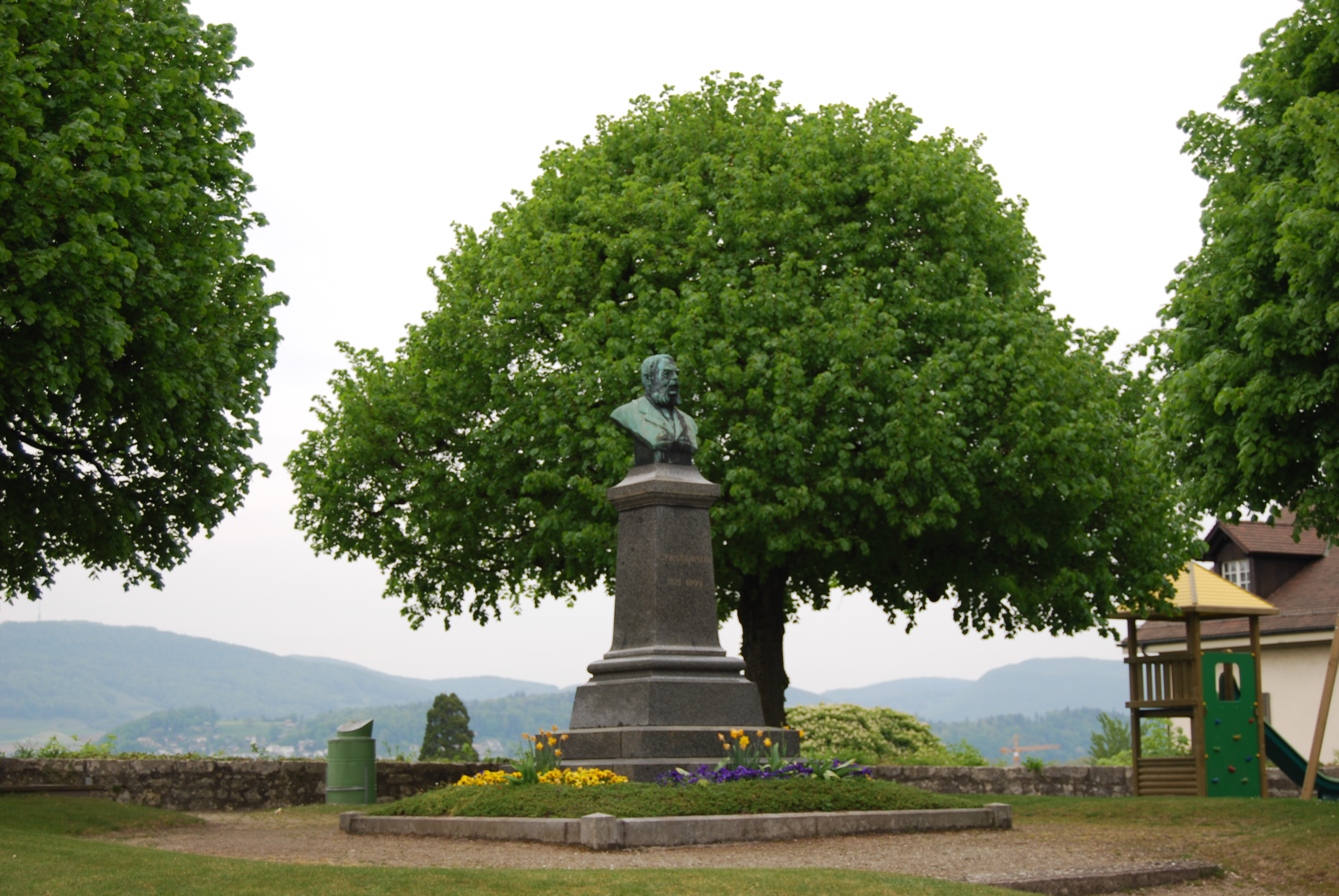
Denkmal für Carl Franz Bally in Schönenwerd
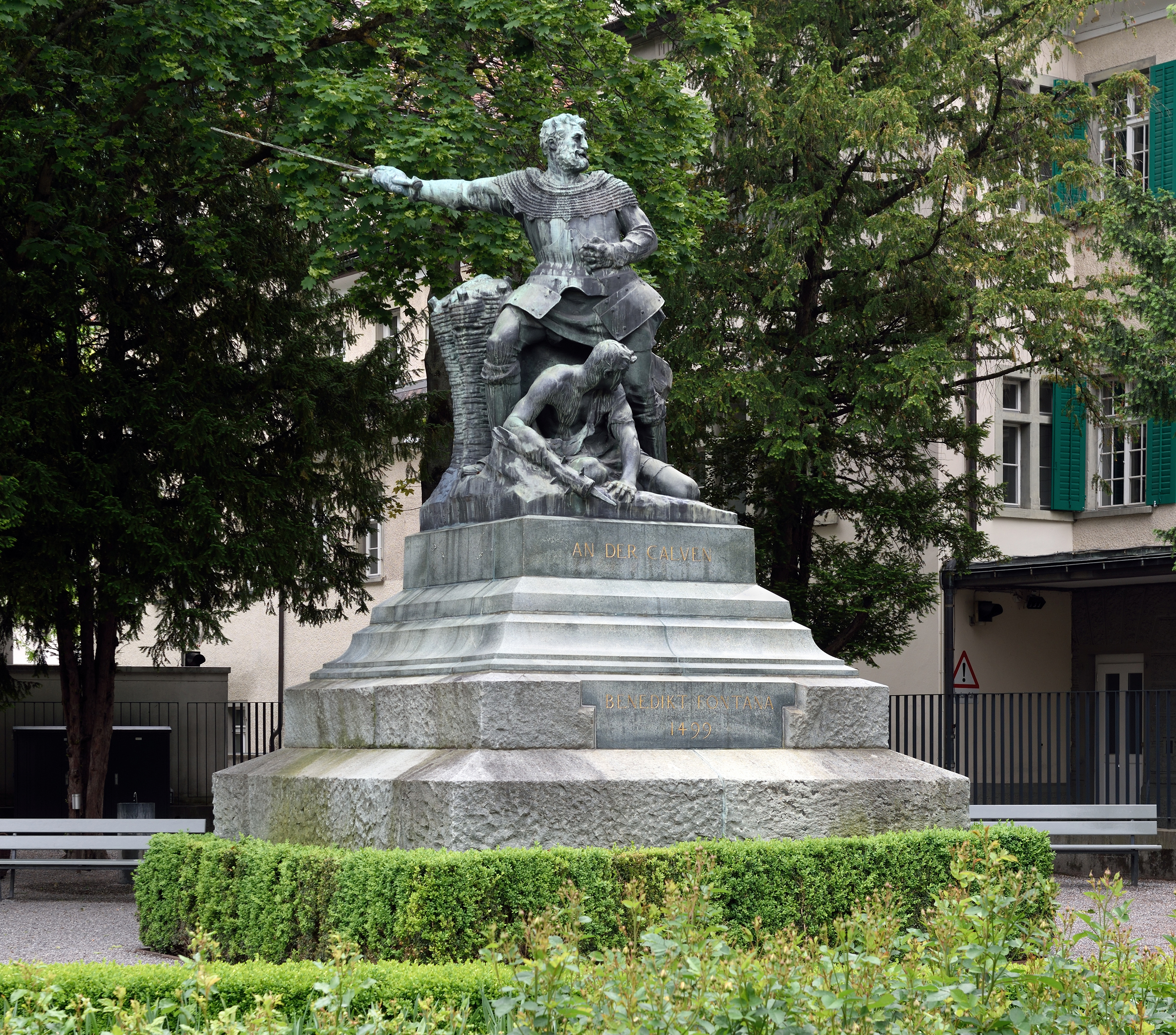
Denkmal für Benedikt Fontana
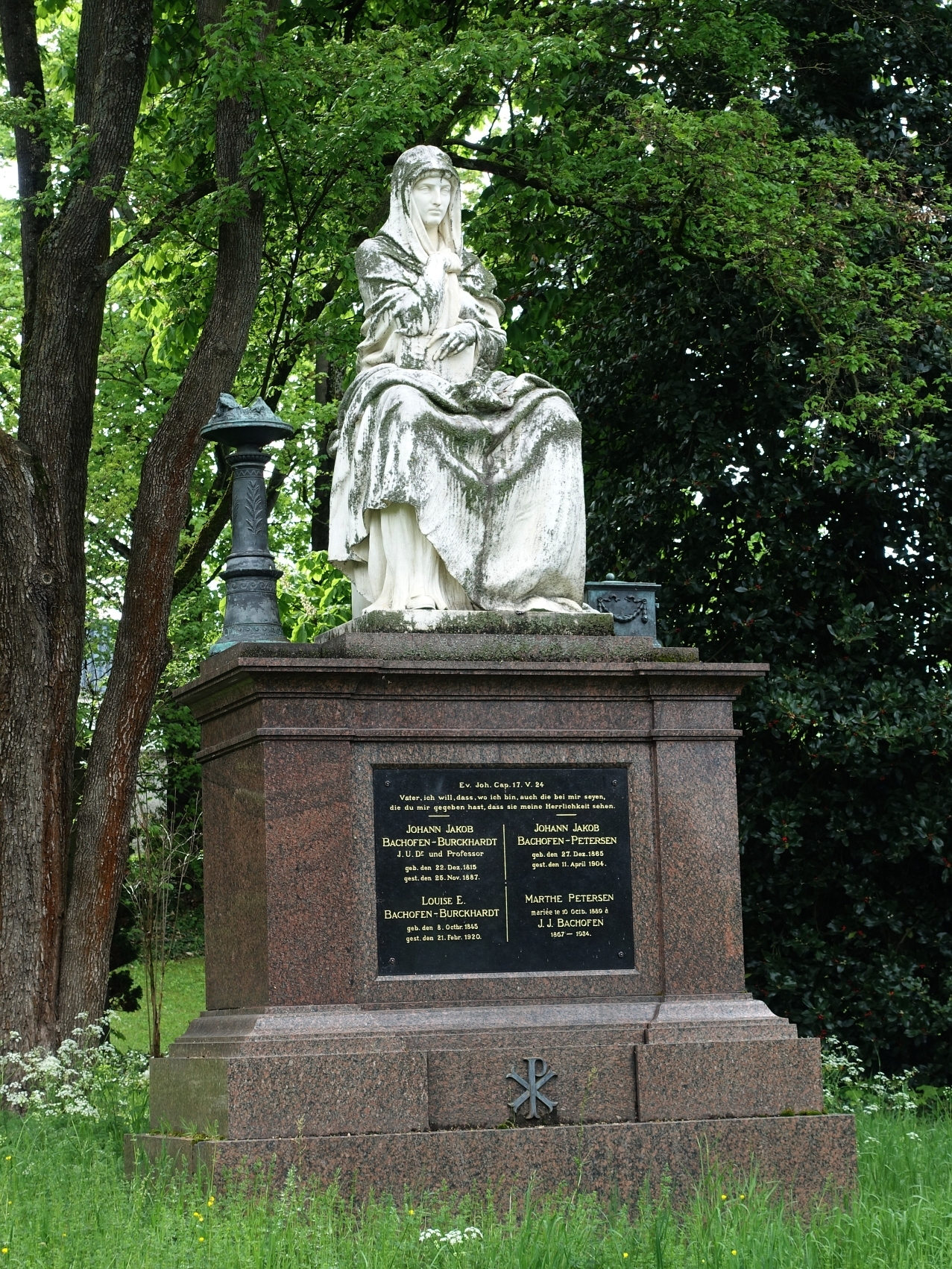
Grab-Denkmal für Johann Jakob Bachofen
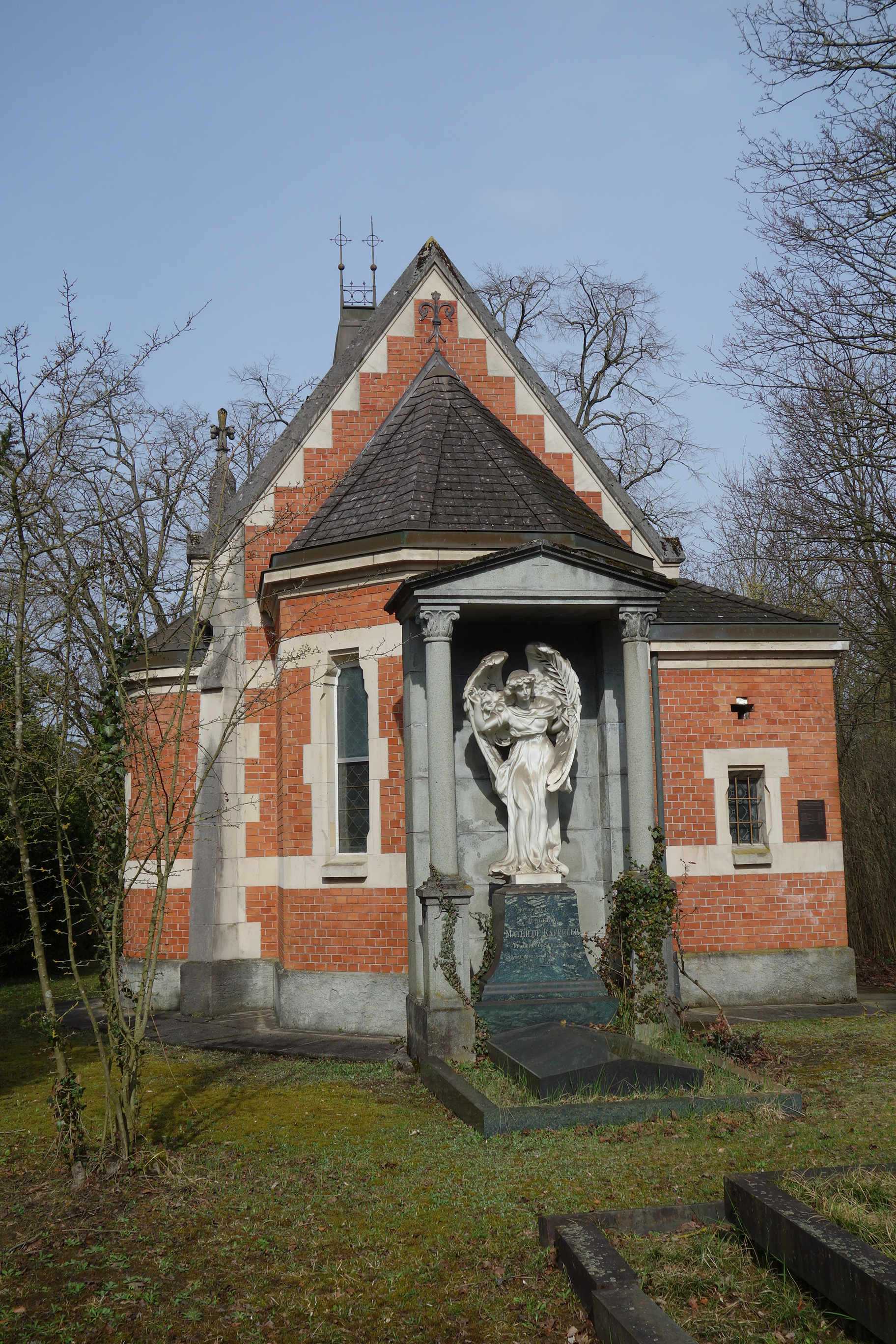
Grabdenkmal von Mathilde Kappeler mit schützendem Marmorengel unter dem Zweisäulentempel, Turgi Ludwigskapelle Ost
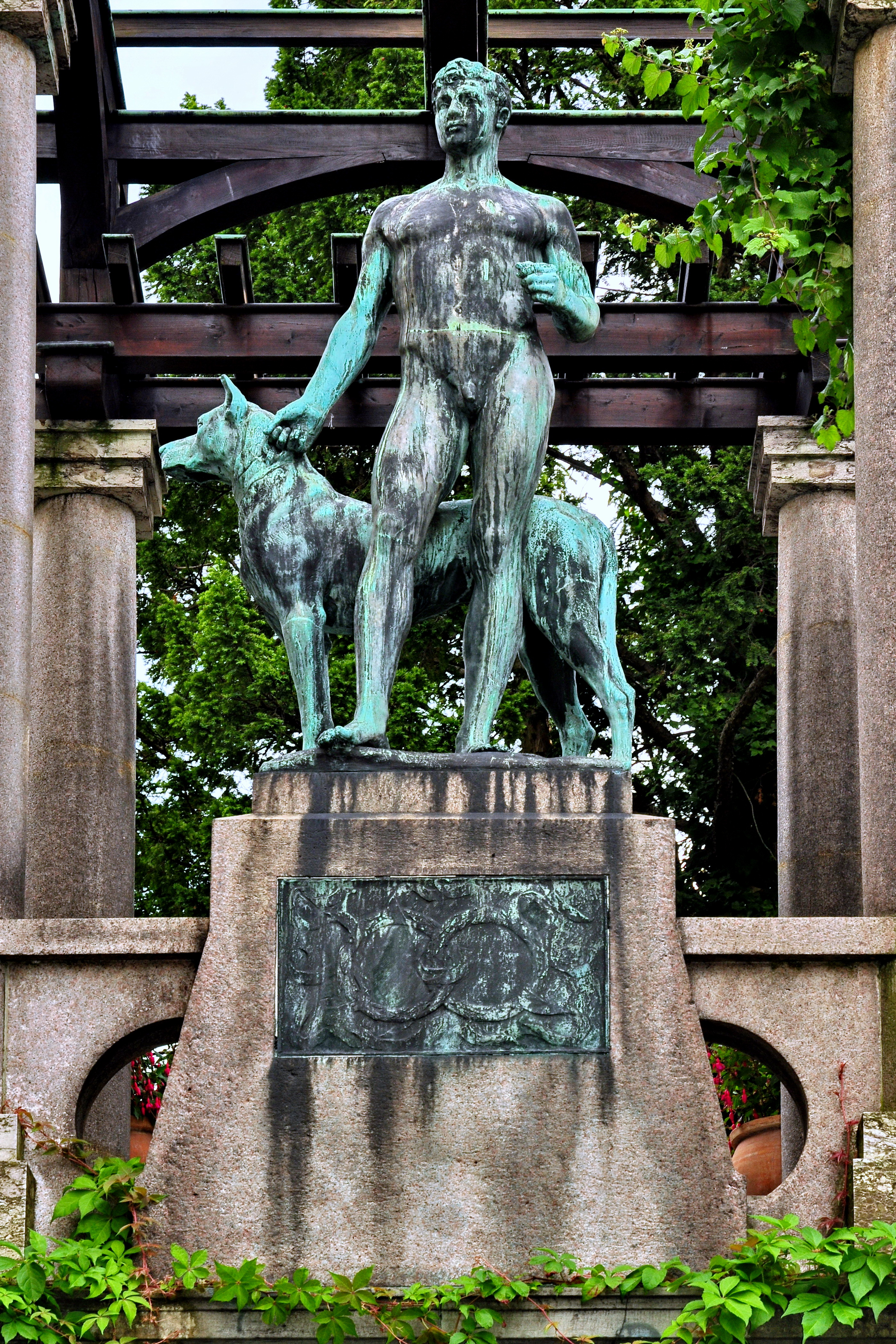
Jünglingsfigur, Villa Tobler, Zürich, 1900
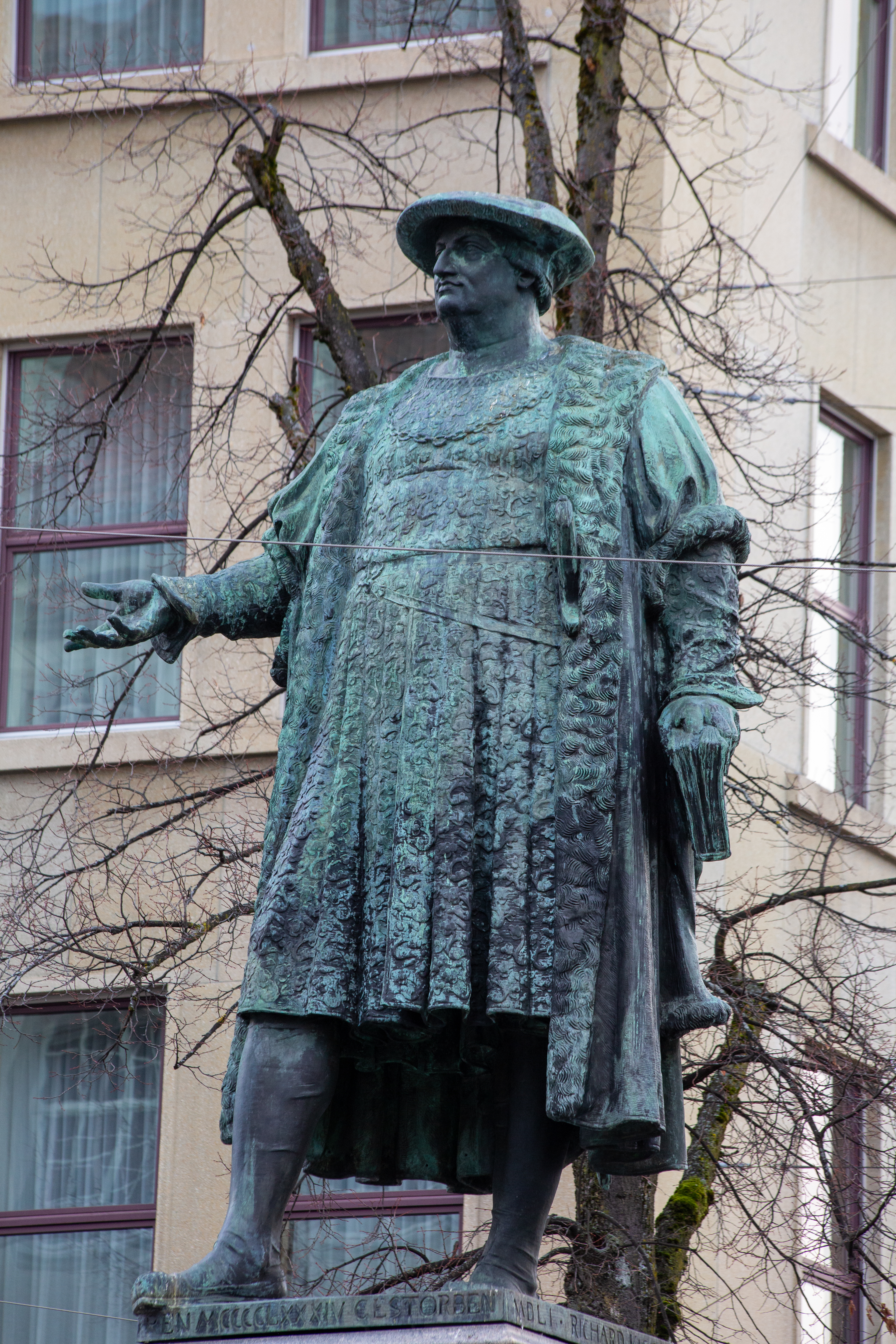
Statue von Joachim Vadian, Vadiandenkmal, 1904, Marktplatz in St. Gallen
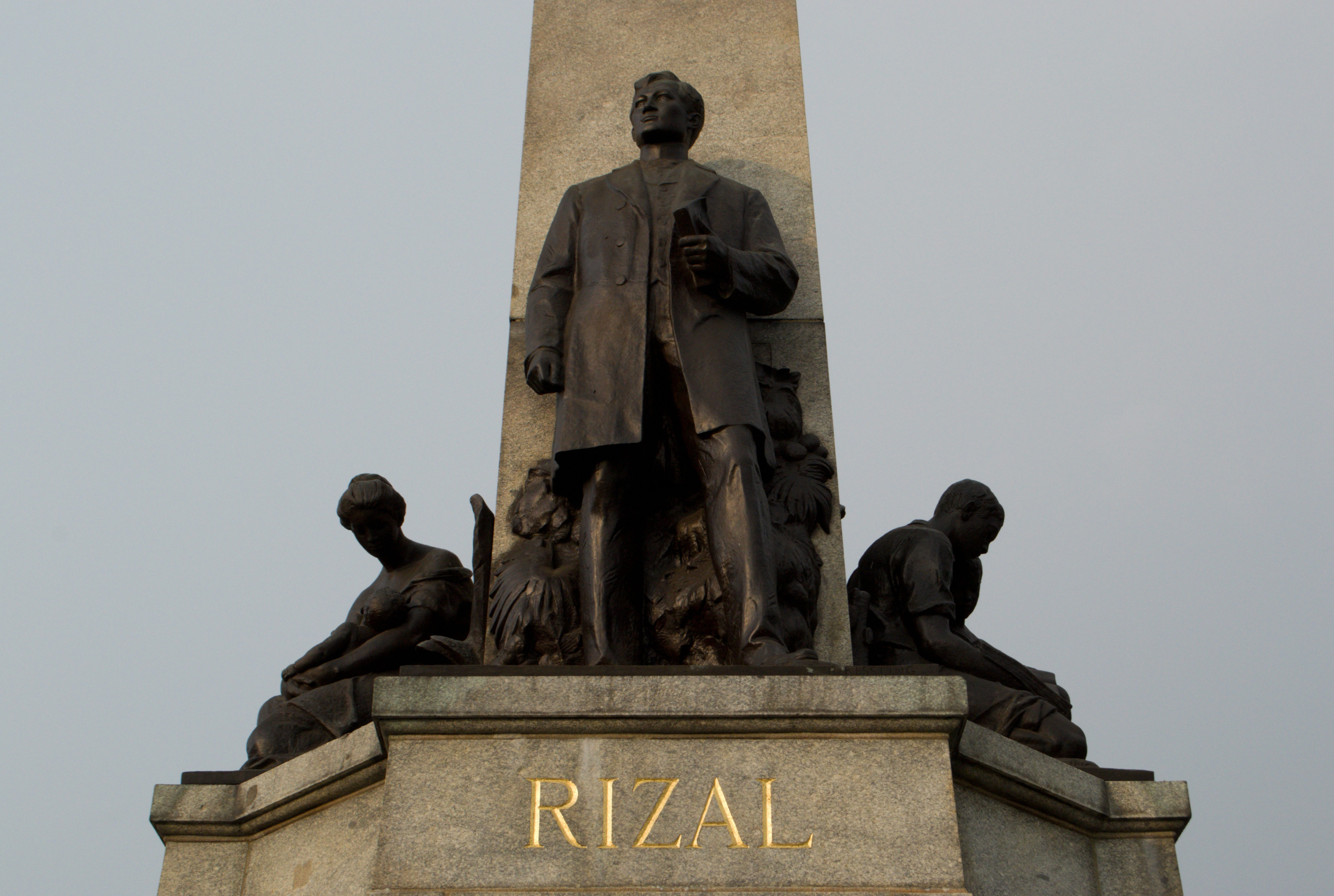
Denkmal Rizal National Monument für José Rizal, 1912

## Ehrungen
- 1905: Ehrendoktorwürde der Universität Zürich
- 1905: Ehrenbürger der Stadt Zürich
- 1918: Ehrenbürger von Altdorf
- 1918: Ehrenbürger von Uri